# José Hila
José Francisco Hila Vargas (Palma de Mallorca, 1972) es un político español del Partido Socialista Obrero Español (PSOE), alcalde de Palma de Mallorca entre el 13 de junio de 2015 y el 30 de junio de 2017, y del 15 de junio de 2019 al 17 de junio de 2023.

## Biografía
Nació en 1972 en Son Gotleu, un barrio humilde de Palma de Mallorca. Licenciado en Economía y Ciencias Empresariales, se afilió al Partido Socialista Obrero Español (PSOE) en 2000. Ha sido secretario general de la Agrupación Socialista de Palma-Levante durante dos mandatos y también vicesecretario general de la Agrupación Socialista de Palma. Entró como concejal en el Ayuntamiento de Palma de Mallorca en 2007. Durante la corporación 2007-2011 ejerció responsabilidades en el gobierno municipal presidido por su correligionaria Aina Calvo, primero al frente de Función Pública y después como teniente de alcalde de Movilidad. En la corporación 2011-2015 José Hila fue portavoz adjunto del Grupo Municipal Socialista, ahora en la oposición tras la victoria del PP en las elecciones de 2011.
Tras las elecciones municipales de mayo de 2015 tomó posesión como alcalde de Palma el 13 de junio al obtener una mayoría absoluta en la votación de investidura tras alcanzar un acuerdo con Coalición Més (5 concejales) y Som Palma (5 concejales), para ejercer la alcaldía los dos primeros años del período 2015-2019 de la corporación. En 2017 fue sucedido por Antoni Noguera al frente del consistorio.
Gana las elecciones municipales de 2019 y revalida su cargo como alcalde de la ciudad.

## Polémica del cambio de calles
Durante su mandato como alcalde de Palma de Mallorca, intentó cambiar el nombre de varias calles acogiéndose a la Ley de Memoria Histórica y basándose en tesis de dudosa imparcialidad, lo que le provocó numerosas críticas debido a que las calles tenían nombres de personajes históricos todos ellos muertos muchos años antes del comienzo de la Guerra Civil Española. Por los indicios de partidismo y juicio sesgado, se vio obligado a rectificar.

## Cargos desempeñados
- Concejal del Ayuntamiento de Palma de Mallorca (desde 2077).
- Portavoz del Grupo Municipal Socialista del Ayuntamiento de Palma (2007-2011).
- Portavoz adjunto del Grupo Municipal Socialista del Ayuntamiento de Palma (2011-2015).
- Alcalde de Palma (2015-2017).